# Luca Ceci
Luca Ceci (Ascoli Piceno, 31 dicembre 1988) è un pistard italiano.

## Biografia
Nasce il 31 dicembre 1988 ad Ascoli Piceno.
È figlio dell'ex sprinter Vincenzo Ceci e Maria Rosaria Fanini,ha un fratello di nome Alfonso.
Attualmente ha una compagna di nome Sara. Dal loro rapporto, nel 2021, è nato un figlio di nome Leonida.

## Carriera

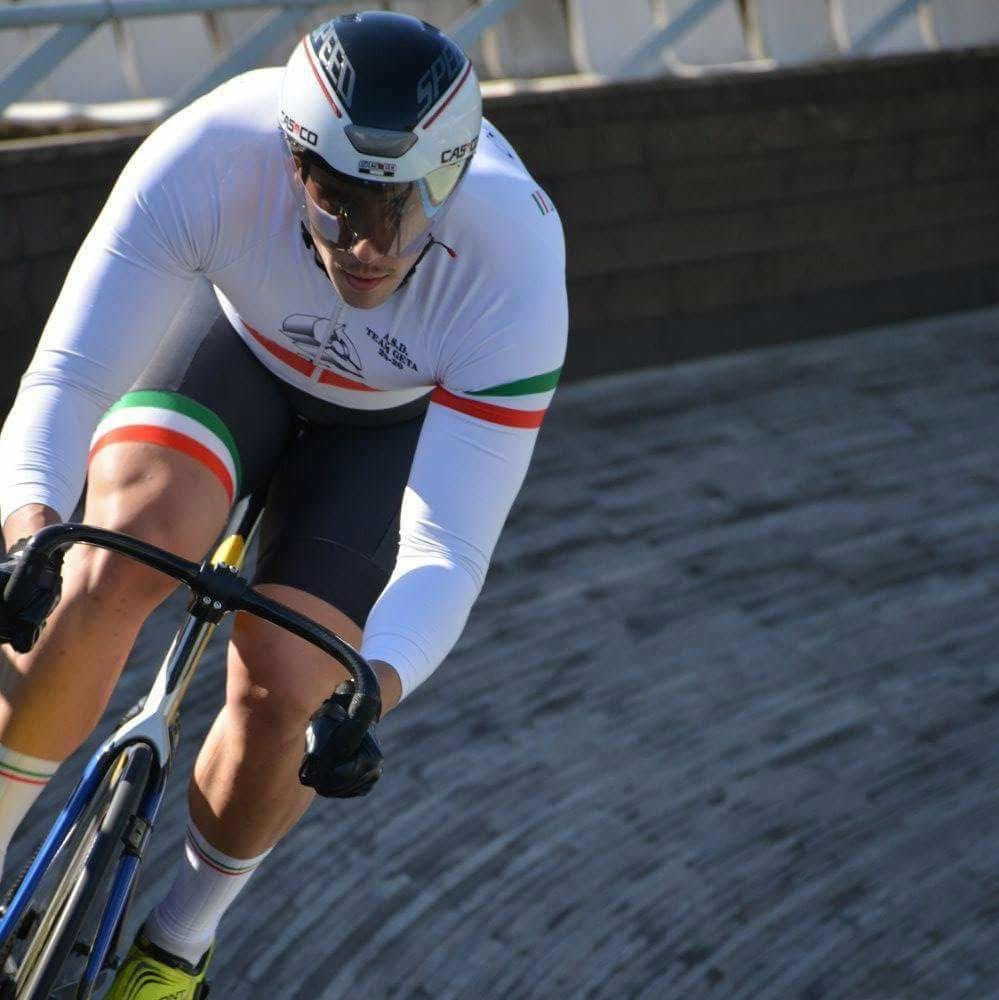
Luca Ceci al Grand Prix di Barcellona del 2017

Luca Ceci è un ciclista su pista italiano, specializzato nelle prove di velocità. Attivo a livello nazionale e internazionale, ha rappresentato l’Italia in numerose competizioni europee e mondiali, distinguendosi per i suoi successi nella velocità individuale, nel keirin, nel chilometro da fermo e nella velocità a squadre.
Si è messo in luce nei Campionati Italiani Assoluti su Pista, dove ha conquistato numerosi titoli nazionali:
- Campione italiano nella velocità individuale, keirin e velocità a squadre in più edizioni;
- Vincitore del chilometro da fermo e detentore del record italiano sulla distanza (tempo di 1:00.273 e media di 70,087 km/h);
- Autore del primo tempo sotto i 10 secondi nella velocità individuale in Italia, con il crono di 9.974 al Grand Prix Internazionale di Mosca, record ancora oggi significativo nella storia del ciclismo su pista italiano.

Ha indossato la maglia azzurra per la prima volta nella “3 Sere di Pordenone”, dove ha ottenuto un prestigioso secondo posto in classifica generale.
A livello internazionale, ha partecipato a:
- Campionati Europei U23 (Pruzkow, Minsk, San Pietroburgo), ottenendo piazzamenti nei primi dieci nella velocità a squadre, chilometro e keirin;
- Campionati Europei Elite, classificandosi tra i primi dieci nel keirin e nella velocità a squadre;
- Coppe del Mondo Elite (Manchester, Cali, Pechino), con risultati di rilievo soprattutto nel chilometro da fermo e nel keirin;
- Campionato del Mondo Elite a Copenaghen, dove ha rappresentato l’Italia nella velocità e nella velocità a squadre.

Nel corso della sua carriera ha ottenuto diversi successi anche in manifestazioni internazionali come il Gran Prix di Aigle, il GP di Barcellona, il GP di Ascoli Piceno, il GP di Pordenone e il GP di Vienna, salendo più volte sul podio nelle specialità della velocità e del keirin.

## Palmarès
- Campione italiano Velocità individuale: più volte
- Campione italiano Velocità a squadre: più volte, con record italiano
- Campione italiano Keirin
- Campione italiano Chilometro da fermo
- Record italiano: Velocità (9.974), Velocità a squadre, Chilometro da fermo
- Vincitore di più edizioni del Gran Prix d'Aigle, GP Barcellona, GP Ascoli Piceno, GP Pordenone
- Numerose Partecipazioni a Coppe del Mondo, Campionati Europei e Campionati del Mondo